# Kuphus polythalamia
Espèce
Kuphus polythalamia est une espèce de mollusques bivalves géants de la famille des Teredinidae. 
Il est connu comme étant le plus long bivalve vivant au monde, avec une taille exceptionnelle par rapport aux espèces apparentées que sont par exemple les huîtres, palourdes et pétoncles. Dépourvu d'intestin, il est alimenté par des microbes symbiotes vivant dans ses branchies.

## Histoire scientifique
Cette espèce décrite par Carl von Linné en 1767 a eu comme synonymes scientifiques : 
- Teredo gigantea[3]
- Septaria arenaria Lamarck, 1810[3].

Jusqu'en 2017, c'était l'un des bivalves les plus mal connus ; on ne disposait que de coquilles de carbonate de calcium de 1 à 1,5 mètre de long aux formes parfois brisées (en zigzag), ce qui explique que  l'histoire de vie, le comportement, l'habitat, l'anatomie et l'alimentation de cette espèce étaient encore inconnus. 
Des espèces fossiles proches sont connues (ex : Kuphus incrassatus ou Kuphus melitensis).
En creusant à 3 mètres de profondeur dans la boue marine foncée d'un ancien étang de stockage de grumes de Mindanao (Philippines) les cinq premiers spécimens vivants connus de cette espèce ont été trouvés.

## Description
La coquille est blanche et fragile. 
Le corps est une masse longue (jusque 1,55 m et 6 cm de diamètre) tubuleuse et noire.

## Habitat
Cet animal évoque des bivalves allongés foreurs, qui vivent dans la roche ou le bois mort immergé (Teredinidae) et dont l'aire de répartition pourrait s'étendre en raison du réchauffement climatique, et à ce titre a pu alarmer les archéologues sous-marins. Dans l'hémisphère nord, des scientifiques norvégiens avaient déjà récupéré un tronc de 7 mètres infesté de bivalves foreurs vivant à une profondeur de 250 m. Des indices laissaient penser depuis quelque temps que des mollusques de ce type se déplacent vers les zones polaires ou froides au fur et à mesure que la température de l'océan augmente, ce qui laisse envisager la possibilité que de nouvelles espèces détruisant le bois d'épaves puisse coloniser l'Arctique au détriment de la conservation archéologique subaquatique. Des analyses génétiques des mollusques du bois sont faites pour mieux comprendre la dynamique de ces espèces.
Cependant, K. polythalamia semble n'habiter que les vases océaniques anoxiques.

## Alimentation
Les premières observations de son système digestif laissent penser que ces créatures mangent et défèquent peu, au profit d'une absorption de sulfure d'hydrogène, dans ce cas issu de la décomposition du bois ou d'autres matières organiques présentes dans la vase (chimioautotrophie). 
C'est une communauté microbienne endosymbiote (microbiome) installée dans les branchies de K. polythalamia qui utilise et métabolise ce sulfure d'hydrogène ({\displaystyle H_{2}S}) comme source d'énergie pour fabriquer les molécules organiques qui nourrissent ce mollusque. 
Dans son genre, cette espèce est la seule connue qui ne s'alimente pas directement sur du bois ou des détritus végétaux.
L'étude de cette espèce pourrait conduire à la fois à mieux comprendre les mollusques consommateurs de bois et ceux qui se nourrissent de sulfures issus des évents hydrothermaux dans les grands fonds marins et permettra peut-être de confirmer l'hypothèse selon laquelle les mollusques des grands fonds descendent d'organismes consommant le bois en putréfaction dans l'océan.

### Vidéographie
- Dissection d'un exemplaire (muet, durée 1 min 33 s)